# Red de Magos Solidarios
La Red de Magos Solidarios (lett. "Rete di maghi solidali") è una organizzazione non-profit che riunisce gli appassionati di magia da spettacolo nella città di Buenos Aires, è stata fondata il 1 dicembre 1999 e il suo obiettivo principale è organizzare spettacoli di magia per i meno abbienti.
La Red de Magos Solidarios è un membro della Federazione Americana di Società di Magia (FLASOMA) e della Federazione Internazionale delle Società di Magia (FISM).

## Obiettivi
Il principale obiettivo della rete Maso è quello di fornire spettacoli di magia a persone che altrimenti non avrebbero accesso al momento culturale in questione. È stato dichiarato di interesse culturale dalla Legislatura della Città di Buenos Aires e ha ricevuto numerosi riconoscimenti da parte dei governi provinciali e municipali in Argentina.